# Stephanie McCann
Stephanie Lynn McCann (* 22. April 1977 in Vancouver) ist eine ehemalige kanadische Stabhochspringerin.
Bei den Weltmeisterschaften in Edmonton schied sie in der Qualifikation aus. 2002 gewann sie Bronze bei den Commonwealth Games in Manchester. Im Jahr darauf holte sie Bronze bei den Panamerikanischen Spielen 2003 in Santo Domingo, kam aber bei den Weltmeisterschaften in Paris/Saint-Denis erneut nicht über die erste Runde hinaus.
2004 wurde sie Zehnte bei den Olympischen Spielen in Athen, und 2006 gewann sie abermals Bronze bei den Commonwealth Games in Melbourne.
Viermal wurde sie Kanadische Meisterin (2001–2003, 2006).

## Bestleistungen
- Stabhochsprung: 4,41 m, 9. Juli 2003, Atascadero
  - Halle: 4,35 m, 7. Februar 2004, Flagstaff